# Liste der Kulturdenkmäler im Landkreis Darmstadt-Dieburg

Kommunen im Landkreis Darmstadt-Dieburg

Die Liste der Kulturdenkmäler im Landkreis Darmstadt-Dieburg enthält die Kulturdenkmäler im Landkreis Darmstadt-Dieburg. Rechtsgrundlage für den Denkmalschutz ist das Denkmalschutzgesetz in Hessen.
Sie lässt sich nach den kreisangehörigen Kommunen gliedern:
- Liste der Kulturdenkmäler in Alsbach-Hähnlein
- Liste der Kulturdenkmäler in Babenhausen
- Liste der Kulturdenkmäler in Bickenbach (Bergstraße)
- Liste der Kulturdenkmäler in Dieburg
- Liste der Kulturdenkmäler in Eppertshausen
- Liste der Kulturdenkmäler in Erzhausen
- Liste der Kulturdenkmäler in Fischbachtal
- Liste der Kulturdenkmäler in Griesheim
- Liste der Kulturdenkmäler in Groß-Bieberau
- Liste der Kulturdenkmäler in Groß-Umstadt
- Liste der Kulturdenkmäler in Groß-Zimmern
- Liste der Kulturdenkmäler in Messel
- Liste der Kulturdenkmäler in Modautal
- Liste der Kulturdenkmäler in Mühltal
- Liste der Kulturdenkmäler in Münster
- Liste der Kulturdenkmäler in Ober-Ramstadt
- Liste der Kulturdenkmäler in Otzberg
- Liste der Kulturdenkmäler in Pfungstadt
- Liste der Kulturdenkmäler in Reinheim
- Liste der Kulturdenkmäler in Roßdorf
- Liste der Kulturdenkmäler in Schaafheim
- Liste der Kulturdenkmäler in Seeheim-Jugenheim
- Liste der Kulturdenkmäler in Weiterstadt